# Démographie des Hauts-de-Seine
La démographie des Hauts-de-Seine est caractérisée par une très forte densité et une population jeune qui croît depuis les années 1980.
Avec ses 1 647 435 habitants en 2022, le département français des Hauts-de-Seine se situe en 7e position sur le plan national.
En six ans, de 2015 à 2021, sa population s'est accrue de près de 33 800 unités, c'est-à-dire de plus ou moins 5 600 personnes par an. Mais cette variation est différenciée selon les 36 communes que comporte le département.
La densité de population des Hauts-de-Seine, 9 360,4 habitants par kilomètre carré en 2022, est 87 fois supérieure à celle de la France entière qui est de 107,1 hab./km2 pour la même année.

## Évolution démographique du département des Hauts-de-Seine
En 2022, le département comptait 1 647 435 habitants, en évolution de +2,75 % par rapport à 2016 (France hors Mayotte : +2,11 %).
| 1881    | 1886    | 1891    | 1896    | 1901    | 1906    | 1911    | 1921    | 1926    |
| ------- | ------- | ------- | ------- | ------- | ------- | ------- | ------- | ------- |
| 254 928 | 293 386 | 332 076 | 386 737 | 467 391 | 529 496 | 614 862 | 724 261 | 820 716 |

| 1931    | 1936      | 1946    | 1954      | 1962      | 1968      | 1975      | 1982      | 1990      |
| ------- | --------- | ------- | --------- | --------- | --------- | --------- | --------- | --------- |
| 949 231 | 1 019 627 | 992 859 | 1 118 020 | 1 366 120 | 1 461 619 | 1 438 930 | 1 387 039 | 1 391 658 |

| 1999      | 2006      | 2011      | 2016      | 2021      | 2022      | - | - | - |
| --------- | --------- | --------- | --------- | --------- | --------- | - | - | - |
| 1 428 881 | 1 536 100 | 1 581 628 | 1 603 268 | 1 635 291 | 1 647 435 | - | - | - |

## Population par divisions administratives

### Arrondissements
Le département des Hauts-de-Seine comporte trois arrondissements. La population se concentre principalement sur l'arrondissement de Nanterre, qui recense 56 % de la population totale du département en 2022, avec une densité de 10 028,5 hab./km2, contre 25 % pour l'arrondissement d'Antony et 19 % pour celui de Boulogne-Billancourt.
| Arrondissement       | Population(2022) | Variation(2022/2016)                       | Superficie(km2) | Densité(hab./km2) |
| -------------------- | ---------------- | ------------------------------------------ | --------------- | ----------------- |
| Nanterre             | 920 613          | en évolution de +3,65 % par rapport à 2016 | 91,8            | 10 028,5          |
| Antony               | 408 084          | en évolution de +2,91 % par rapport à 2016 | 47,4            | 8 609,4           |
| Boulogne-Billancourt | 318 738          | en évolution de +0,06 % par rapport à 2016 | 36,5            | 8 732,5           |
| Source : Insee.      |                  |                                            |                 |                   |

### Communes de plus de50 000 habitants
Sur les 36 communes que comprend le département des Hauts-de-Seine, 34 ont en 2021 une population municipale supérieure à 10 000 habitants, 27 ont plus de 25 000 habitants, douze ont plus de 50 000 habitants et une a plus de 100 000 habitants : Boulogne-Billancourt.
Les évolutions respectives des communes de plus de 50 000 habitants sont présentées dans le tableau ci-après.
| Commune              | Population(2022) | Variation(2022/2016)                       | Superficie(km2) | Densité(hab./km2) |
| -------------------- | ---------------- | ------------------------------------------ | --------------- | ----------------- |
| Boulogne-Billancourt | 120 205          | en évolution de +0,47 % par rapport à 2016 | 6,17            | 19 482,2          |
| Nanterre             | 98 119           | en évolution de +4,1 % par rapport à 2016  | 12,19           | 8 049,1           |
| Asnières-sur-Seine   | 91 457           | en évolution de +6,38 % par rapport à 2016 | 4,82            | 18 974,5          |
| Colombes             | 90 692           | en évolution de +6,24 % par rapport à 2016 | 7,81            | 11 612,3          |
| Courbevoie           | 81 945           | en évolution de +0,28 % par rapport à 2016 | 4,17            | 19 651,1          |
| Rueil-Malmaison      | 80 842           | en évolution de +3,39 % par rapport à 2016 | 14,7            | 5 499,5           |
| Issy-les-Moulineaux  | 67 695           | en évolution de −1,02 % par rapport à 2016 | 4,25            | 15 928,2          |
| Levallois-Perret     | 68 412           | en évolution de +7,8 % par rapport à 2016  | 2,41            | 28 386,7          |
| Clichy               | 65 102           | en évolution de +7,81 % par rapport à 2016 | 3,08            | 21 137            |
| Antony               | 64 026           | en évolution de +2,92 % par rapport à 2016 | 9,56            | 6 697,3           |
| Neuilly-sur-Seine    | 59 200           | en évolution de −2,28 % par rapport à 2016 | 3,73            | 15 871,3          |
| Clamart              | 56 882           | en évolution de +8,29 % par rapport à 2016 | 8,77            | 6 486             |
| Source : Insee.      |                  |                                            |                 |                   |

## Structures des variations de population

### Soldes naturels et migratoires depuis 1968
La variation totale de population négative dans les années 1970 a augmenté, passant de −0,2 à 0,3 %.
Le solde naturel annuel qui est la différence entre le nombre de naissances et le nombre de décès enregistrés au cours d'une même année augmente, passant de 0,7 à 0,8 %. La baisse du taux de natalité, qui passe de 16,1 à 14,2 ‰, est en fait compensée par une baisse du taux de mortalité, qui parallèlement passe de 8,7 à 6,4 ‰.
Le flux migratoire augmente mais reste négatif, le taux annuel passant de −1 à −0,4 %.
| Indicateurs démographiques                       | 1968 à1975 | 1975 à1982 | 1982 à1990 | 1990 à1999 | 1999 à2010 | 2010 à2015 | 2015 à2021 |
| ------------------------------------------------ | ---------- | ---------- | ---------- | ---------- | ---------- | ---------- | ---------- |
| Variation annuelle moyenne de la population en % | -0,2       | -0,5       | 0,0        | 0,3        | 0,9        | 0,4        | 0,3        |
| - due au solde naturel en %                      | 0,7        | 0,6        | 0,7        | 0,8        | 1,0        | 1,0        | 0,8        |
| - due au solde apparent des entrées sorties en % | -1,0       | -1,1       | -0,7       | -0,5       | -0,1       | -0,6       | -0,4       |
| Taux de natalité en ‰                            | 16,1       | 14,8       | 15,5       | 15,9       | 16,6       | 15,7       | 14,2       |
| Taux de mortalité en ‰                           | 8,7        | 8,6        | 8,4        | 7,6        | 6,6        | 6,1        | 6,4        |
| Source : Insee.                                  |            |            |            |            |            |            |            |

### Mouvements naturels sur la période 2014-2022
En 2014, 24 675 naissances ont été dénombrées contre 9 547 décès. Le nombre annuel des naissances a diminué depuis cette date, passant à 20 475 en 2022, indépendamment à une augmentation, mais relativement faible, du nombre de décès, avec 10 747 en 2022. Le solde naturel est ainsi positif et diminue, passant de 15 128 à 9 728.
Pour des raisons techniques, il est temporairement impossible d'afficher le graphique qui aurait dû être présenté ici.

## Densité de population

Densités en 2006, en milliers d' hab./km2 : rouge : > 15 ; orange : entre 12 et 15 ; jaune : entre 4 et 12 ; bleu clair : < 4

La densité de population est en stagnation depuis 1968, en cohérence avec la stabilité de la population.
En 2021, la densité était de 9 312,1 hab./km2.
| 1968 |  | 8323.1 |  |

| 1975 |  | 8193.9 |  |

| 1982 |  | 7898.4 |  |

| 1990 |  | 7924.7 |  |

| 1999 |  | 8136.7 |  |

| 2010 |  | 8954.4 |  |

| 2015 |  | 9120.0 |  |

| 2021 |  | 9312.1 |  |

## Répartition par sexes et tranches d'âges
La population du département est plus jeune qu'au niveau national.
En 2021, le taux de personnes d'un âge inférieur à 30 ans s'élève à 38,2 %, soit au-dessus de la moyenne nationale (35,1 %). À l'inverse, le taux de personnes d'âge supérieur à 60 ans est de 20,2 % la même année, alors qu'il est de 26,6 % au niveau national.
En 2021, le département comptait 778 256 hommes pour 857 035 femmes, soit un taux de 52,41 % de femmes, légèrement supérieur au taux national (51,61 %).
Les pyramides des âges du département et de la France s'établissent comme suit.
| Hommes | Classe d’âge | Femmes |
| ------ | ------------ | ------ |
| 0,6    | 90 ou +      | 1,6    |
| 5,2    | 75-89 ans    | 7,2    |
| 12,1   | 60-74 ans    | 13,5   |
| 19,3   | 45-59 ans    | 19,4   |
| 22,6   | 30-44 ans    | 21,9   |
| 20,2   | 15-29 ans    | 18,9   |
| 19,9   | 0-14 ans     | 17,4   |

| Hommes | Classe d’âge | Femmes |
| ------ | ------------ | ------ |
| 0,7    | 90 ou +      | 1,9    |
| 7,0    | 75-89 ans    | 9,5    |
| 16,6   | 60-74 ans    | 17,5   |
| 20,0   | 45-59 ans    | 19,5   |
| 18,8   | 30-44 ans    | 18,3   |
| 18,3   | 15-29 ans    | 16,7   |
| 18,6   | 0-14 ans     | 16,7   |

## Répartition par catégories socioprofessionnelles
La catégorie socioprofessionnelle des cadres et professions intellectuelles supérieures est surreprésentée par rapport au niveau national. Avec 27,6 % en 2021, elle est 17,5 points au-dessus du taux national (10,1 %). La catégorie socioprofessionnelle des retraités est quant à elle sous-représentée par rapport au niveau national. Avec 18,4 % en 2021, elle est 8,4 points en dessous du taux national (26,8 %).
| Catégorie socioprofessionnelle                    | 2015      | 2015 | 2021      | 2021 | Détails de l'année 2021 | Détails de l'année 2021 | Détails de l'année 2021            | Détails de l'année 2021            | Détails de l'année 2021            |
| Catégorie socioprofessionnelle                    | Nb        | %    | Nb        | %    | Hommes                  | Femmes                  | Part en % de la population âgée de | Part en % de la population âgée de | Part en % de la population âgée de |
| Catégorie socioprofessionnelle                    | Nb        | %    | Nb        | %    | Hommes                  | Femmes                  | 15 à 24 ans                        | 25 à 54 ans                        | 55 ans ou +                        |
| ------------------------------------------------- | --------- | ---- | --------- | ---- | ----------------------- | ----------------------- | ---------------------------------- | ---------------------------------- | ---------------------------------- |
| Agriculteurs exploitants                          | 167       | 0,0  | 170       | 0,0  | 96                      | 73                      | 0,0                                | 0,0                                | 0,0                                |
| Artisans, commerçants, chefs d'entreprise         | 40 743    | 3,2  | 45 911    | 3,4  | 32 607                  | 13 303                  | 0,6                                | 4,5                                | 3,0                                |
| Cadres et professions intellectuelles supérieures | 319 855   | 24,8 | 368 376   | 27,6 | 199 235                 | 169 141                 | 7,1                                | 41,9                               | 13,8                               |
| Professions intermédiaires                        | 205 831   | 15,9 | 204 539   | 15,3 | 85 699                  | 118 840                 | 10,2                               | 21,4                               | 7,8                                |
| Employés                                          | 192 604   | 14,9 | 180 051   | 13,5 | 58 378                  | 121 673                 | 11,6                               | 17,5                               | 7,9                                |
| Ouvriers                                          | 74 631    | 5,8  | 66 522    | 5,0  | 53 329                  | 13 193                  | 3,6                                | 6,5                                | 3,1                                |
| Retraités                                         | 247 855   | 19,2 | 245 401   | 18,4 | 102 791                 | 142 610                 | 0,0                                | 0,1                                | 56,8                               |
| Autres personnes sans activité professionnelle    | 210 014   | 16,3 | 224 168   | 16,8 | 93 034                  | 131 134                 | 66,8                               | 8,0                                | 7,7                                |
| Ensemble                                          | 1 291 699 | 100  | 1 335 138 | 100  | 625 171                 | 709 967                 | 100                                | 100                                | 100                                |
| Sources : Insee,.                                 |           |      |           |      |                         |                         |                                    |                                    |                                    |